# Cinemataztic
Cinemataztic er debutalbummet fra den danske sangerinde Caroline Henderson, der udkom den 8. august 1995 på RCA og BMG. Albummet var Hendersons første soloalbum efter succesen med popgruppen Ray Dee Ohh, der eksisterede fra 1988–91. Cinemataztic blev produceret i samarbejde med Kasper Winding og Thomas Blachman, og fusionerede pop med trip hop og jazz. Henderson var inspireret af Massive Attack, Wu-Tang Clan, Portishead og Neneh Cherry, og albummet gjorde brug af sampling af lyde til for eksempel trommespor. Hun arbejdede i begyndelsen med Thomas Blachman, og senere skrev Kasper Winding sangene "Made in Europe" og "Kiss Me Kiss Me", der blev store hitsingler.
For albummet modtog Caroline Henderson syv priser ved Dansk Grammy 1996 i kategorierne: Årets danske album, Årets danske sangerinde, Årets danske hit ("Made in Europe"), Årets danske pop udgivelse, Årets danske sangskriver, Årets danske producer, og Grøn pris. Cinemataztic solgte 140.000 eksemplarer.
Den 18. september 2015 genudgives albummet i en remasteret udgave i anledningen af 20-års jubilæet. Samtidig udkommer EP'en Ménage à Trois bestående af tre nye sange, der er lavet sammen med Kasper Winding og Thomas Blachman. Om EP'en har Henderson udtalt: "Jeg fik den ide at samle trekløveret bag lyden fra dengang. Nysgerrigheden er den bedste drivkraft, for hvordan lyder man egentlig sammen efter to årtier? Kan man stadig inspirere hinanden?".

## Spor
| #   | Titel                    | Tekst                            | Musik                | Producer(e)                     | Længde |
| --- | ------------------------ | -------------------------------- | -------------------- | ------------------------------- | ------ |
| 1.  | "Cinemataztic"           | Kasper Winding                   | Winding              | Winding, Caroline Henderson[a]  | 4:18   |
| 2.  | "All Around You"         | Henderson, Thomas Blachman       | Henderson, Blachman  | Winding, Blachman, Henderson[a] | 3:39   |
| 3.  | "Kiss Me Kiss Me"        | Winding                          | Henrik Lund, Winding | Winding, Henderson[a]           | 4:08   |
| 4.  | "Made in Europe"         | Winding, Remee (rap)             | Winding              | Winding, Henderson[a]           | 3:34   |
| 5.  | "Normalize"              | Henderson, Blachman, Remee (rap) | Henderson, Blachman  | Blachman, Henderson[a]          | 3:11   |
| 6.  | "Velvet"                 | Henderson, Blachman              | Henderson, Blachman  | Winding, Blachman, Henderson[a] | 3:29   |
| 7.  | "Famous Song"            | Winding                          | Lund, Winding        | Winding, Henderson[a]           | 3:55   |
| 8.  | "Move to the Mood"       | Henderson, Blachman              | Henderson, Blachman  | Blachman, Henderson[a]          | 3:23   |
| 9.  | "She's a Boy Like You"   | Henderson, Blachman, Steerpike   | Henderson, Winding   | Winding, Henderson[a]           | 3:44   |
| 10. | "Until We Meet Again"    | Henderson, Blachman              | Henderson, Blachman  | Henderson, Blachman             | 3:01   |
| 11. | "What Are You Afraid Of" | Ivan Beeny, Yolanda Beeny        | I. Beeny, Y. Beeny   | Winding, Henderson[a]           | 4:21   |
| 12. | "Lay Your Hands on Me"   | Thom Hardwell                    | Ian Morrow, Hardwell | Winding, Henderson[a]           | 5:51   |

Noter
- ↑[a] angiver co-producer

## Hitliste
| Hitliste (1995–96)     | Højeste placering |
| ---------------------- | ----------------- |
| Danmark (Album Top-40) | 3                 |